# Stefan Borg
Stefan Anders Borg, född 23 december 1953 i Gävle, är en svensk journalist. Han är verksam som utrikesreporter, utrikespolitisk kommentator och programledare på TV4-nyheterna och Nyhetsmorgon. Som utrikesreporter har han bland annat rapporterat från USA, EU, forna Jugoslavien, Afghanistan, Irak, konflikten mellan Israel och Palestina,, inbördeskriget i Libyen, och jordbävningen i Haiti.

## Biografi
Stefan Borg har arbetat på TV4 sedan 1993 och var under åren 1998-99 samt 2001-2003 dess USA-korrespondent med placering i New York. Han är sedan 2019 åter USA-korrespondent i New York.
Under rapportering från inbördeskriget i staden Goma i dåvarande Zaire hamnade Stefan Borg och TV4-fotografen Bengt Stenvall, 2 november 1996, i korseld varvid Stenvall skottskadades allvarligt. Med hjälp av Borg och andra journalister kunde Stenvall räddas trots fortsatt beskjutning. Trots sin skada filmade Stenvall hela förloppet och filmen används fortfarande i överlevnadskurser.
Året efter, 14 september 1997, skottskadades Borg lindrigt i vänster sida och överarm i ett eldöverfall mot den bil som han och fotografen Marco Nilson färdades i mellan Pale och Sarajevo i Bosnien-Hercegovina.
Under åren 1983-93 var Borg anställd som reporter på Aftonbladet. Han var 1990-92 tidningens Östeuropakorresponent med placering i Berlin. Stefan Borg har också arbetat som reporter på Arbetarbladet i Gävle samt Expressen och Tidningarnas Telegrambyrå i Stockholm. Borg har studerat på ekonomlinjen 1974-75 och journalistlinjen  1980-81 vid Stockholms universitet.
Stefan Borg tilldelades 1998 i egenskap av "krigskorrespondent med överlevnadskunskaper" Fält-stipendiet av dåvarande ÖB Owe Wiktorin. Stipendiet är namngivet efter Lars Fält, grundare av Försvarsmaktens Överlevnadsskola och en av de jurymedlemmar som utser stipendievinnarna.
Borg utsågs år 2013 till en av det årets tolv Ochberg Fellows av Dart Center for Journalism & Trauma vid Columbia University i New York. Det prestigefyllda Ochberg Fellowship, efter professor Frank Ochberg vid Michigan State University, tilldelas erfarna journalister från hela världen. Borg sitter sedan 2015 i styrelsen för Dart Centre Europe med säte i London.
Borg är en mycket få civila som fått tillfälle att flyga i baksits i en tvåsitsig Saab 39 Gripen. Flygningen i april 2016 gjordes tillsammans med testpiloten Marcus Wandt från Saab. Under delar av den drygt timslånga flygningen släppte Wandt styrspaken och lät Borg själv flyga delvis avancerad flygning som roll och loop.
Stefan Borg var en av fem utrikeskorrespondenter som skildrades i TV4:s dokumentärserie Korrarna säsong 1 med premiär 2014 och en av fyra i säsong 2..